# Семейная тайна
«Семейная тайна» (фр. Un secret) — французская кинодрама 2007 года.

## Сюжет
Действия фильма происходят в 50-е годы XX века во Франции. Маленький Франсуа недоволен тем, что он замкнут и не особенно мужественный. В качестве компенсации он придумывает себе брата, который гораздо храбрее его самого. Это очень не нравится его отцу. А когда Франсуа исполняется 15, он узнаёт семейную тайну о событиях, произошедших в его семье во время немецкой оккупации.

## В ролях
| Актёр           | Роль                           |
| --------------- | ------------------------------ |
| Сесиль де Франс | Таня Штирн/Гримберт            |
| Патрик Брюэль   | Максим Натан Гринберг/Гримберт |
| Людивин Санье   | Ханна                          |
| Жюли Депардьё   | Луиза                          |
| Матьё Амальрик  | Франсуа                        |